# Spoorlijn Göteborg - Kil
De spoorlijn Göteborg - Kil ook wel Zweeds: Vänerbanan genoemd is een Zweedse spoorlijn tussen Göteborg en Kil, gelegen in de provincie Västra Götalands län. De naam verwijst naar het Vänermeer.

## Geschiedenis
Het traject werd door de Bergslagernas Järnväg in fases geopend:
- 31 mei 1877: Göteborg – Trollhättan, 72 km;
- 26 februari 1878: Trollhättan – Öxnered, 10 km;
- 21 juni 1879: Öxnered – Mellerud, 41 km;
- 1 december 1879: Mellerud – Kil, 109 km;

### Ombouw Göteborg - Öxnered
Het traject tussen Göteborg en Öxnered wordt tussen 1998 en 2013 in fases omgebouwd tot een hogesnelheidsspoorlijn. De baanvaksnelheid zal van 100 km/h naar 250 km/h worden verhoogd.

#### Trollhätte kanal
De enkelsporige draaibrug over het Trollhätte kanal werd in 2001 vervangen door een dubbelsporige klapbrug gebouwd door de Hollandia Kloos N.V. uit Krimpen a/d IJssel.

#### Trollhättetunneln
De dubbelsporige Trollhättetunneln tussen Trollhättan en Öxnered met een lente van 3540 meter werd op 7 november 2006 in gebruik genomen. Deze tunnel is onderdeel van de nieuwe 8,3 kilometer lange spoorlijn.
Op 7 november 2006 werden drie tunnels tussen Velanda en Prässebo (140 m bij Slumpån, 130 en 125 m door de berg op Sjökullesjön) in gebruik genomen.

#### Nygårdstunneln
De dubbelsporige Nygårdstunneln tussen Nygård en Alvhem met een lente van 3030 meter werd in december 2008 in gebruik genomen.

#### Kattlebergstunneln
De Kattlebergstunneln tussen Alvhem en Älvängen met een lengte 1800 meter zal rond 2011 in gebruik worden genomen.

## Treindiensten

### SJ
De Statens Järnvägar (SJ) verzorgt het personenvervoer op dit traject met Pendeltåg treinen.
- 71: Karlstad - Kil - Göteborg
- 72: Vänersborg - Trollhättan - Göteborg

Na de in 2009 uitgeschreven aanbesteding met ingang van december 2010:
- 133: Göteborg - Älvängen

### NSB
De Norges Statsbaner (NSB) verzorgt het personenvervoer op dit traject met NSB Regiontog treinen.
De treindienst wordt sinds 2001 uitgevoerd met treinstellen van het type BM 73b.
- IC 01 / 99: Oslo S - Ski - Moss - Rygge - Fredrikstad - Sarpsborg - Halden - Ed - Öxnered - Trolhätten - Göteborg C

## Aansluitingen
In de volgende plaatsen was of is er een aansluiting van de volgende spoorwegmaatschappijen:

### Göteborg
In Göteborg waren vier stations voor lokale en interlokale treinen.

#### Göteborg C

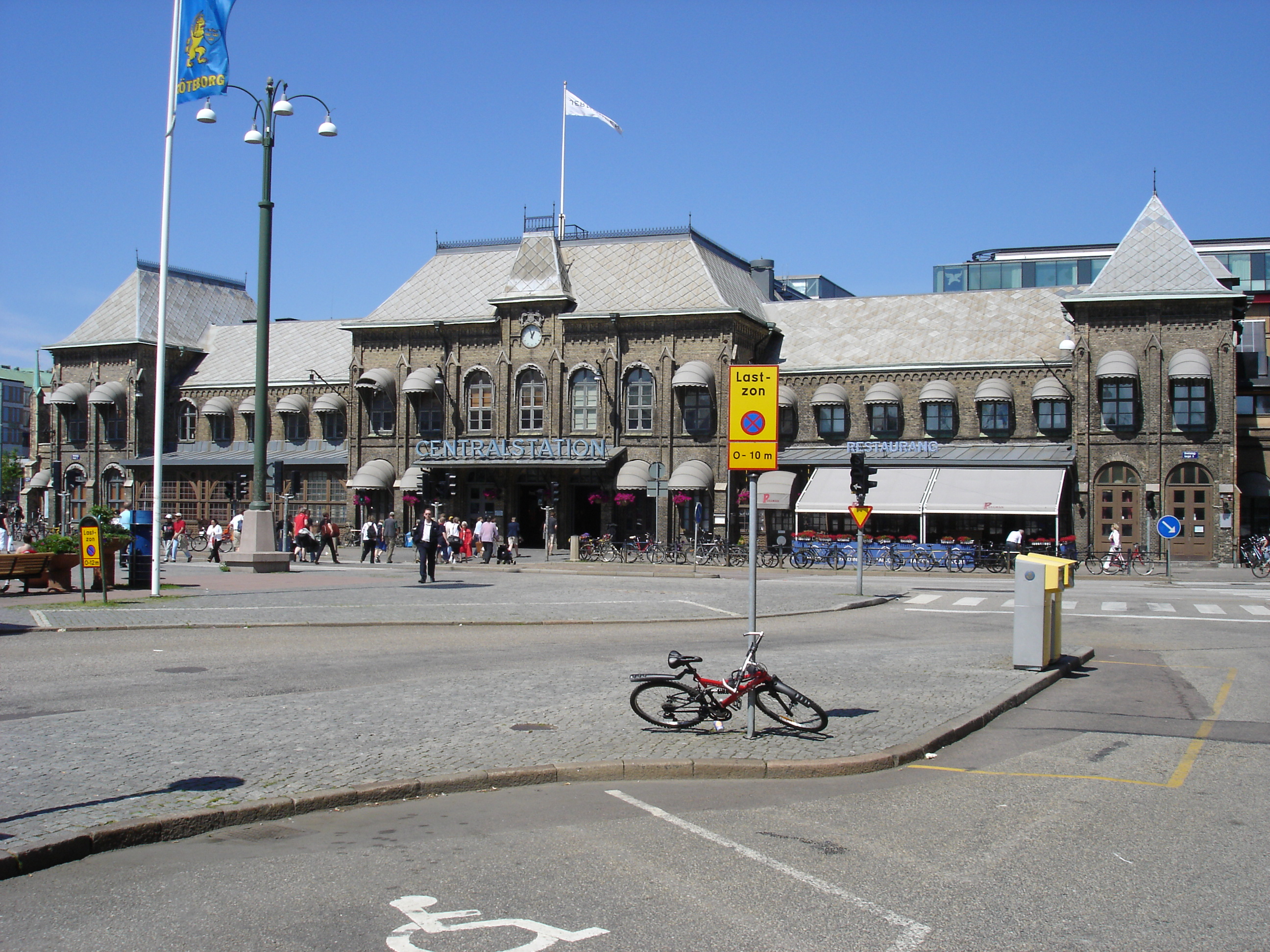
het oudste deel van Centraalstation Göteborg

Het Centraal Station in Göteborg werd in 1858 ontworpen door Adolf Wilhelm Edelsvärd (1824-1919). Het station werd gebouwd aan de Drottningtorget gebouwd en werd op 4 oktober 1858 geopend. Tegenwoordig heeft het station 16 kopsporen in gebruik. Van hieruit kan men overstappen op de stadstram van Göteborg.
- Bohusbanan spoorlijn tussen Göteborg en Skee en aansluitend met de Strömstad - Skee Järnväg naar Strömstad
- Kust till kustbanan spoorlijn tussen Göteborg en Kalmar / Karlskrona
- Västkustbanan spoorlijn tussen Göteborg C en Lund C - (Malmö C)
- Västra stambanan spoorlijn tussen Stockholm C en Göteborg C
  - Dalslands Järnväg spoorlijn tussen Sunnanå en Kornsjø met aansluiting op de Østfoldbanen naar Oslo
- Göteborgs Spårvägar AB stads- en regiotram rond Göteborg

#### Göteborg BJ
Het Bergslagernas station in Göteborg bevond zich bij het Göteborg Centraal Station.
- Göteborg Hallands Järnväg (GHB) spoorlijn tussen Göteborg en Varberg 77 km
- Göteborg - Borås Järnväg (GBJ) spoorlijn tussen Göteborg en Borås

#### Göteborg VGJ
Het VGJ station in Göteborg bevond zich bij het Göteborg Centraal Station.
- Västergötland - Göteborgs Järnvägar (VGJ) spoorlijn tussen Göteborg en Vara - Skara naar Gullspång / Gårdsjö

#### Göteborg GSJ
Het GSJ station in Göteborg bevond zich aan het Karlsroplatsen.
- Göteborg - Särö Järnväg (GSJ) spoorlijn tussen Göteborg GSJ en Särö

### Alfhem
- Alfhem - Lille Edet spoorlijn tussen Alfhem en Lille Edet

### Trollhättan
In Trollhättan was de vestigingsplaats van de NOHAB. NOHAB (eigenlijk Nydqvist & Holm AB sinds 1974 als AB Bofors-Nohab) was een ingenieursbureau gevestigd in Trollhättan sinds 1847 onder de naam Trollhättans Mekaniska Verkstad opgericht door de heren Antenor Nydqvist, Johan Magnus Lidström en Carl Olof Holm. De NOHAB vervaardigde oorspronkelijk landbouwmachines en water turbines. Later, locomotieven, dieselmotoren, drukpersen, militaire uitrusting, apparatuur voor kerncentrales, enz. Na financiële problemen in de jaren 1970 werd de NOHAB in 1986 ontmanteld.
In 1937 start Svenska Aeroplan Aktiebolaget (SAAB) in Trollhättan als fabrikant van militaire vliegtuigen. Na de Tweede Wereldoorlog lag de keuze voor het maken van auto's voor de hand. Met de in de vliegtuigbouw opgedane expertise op het gebied van de luchtweerstand had Saab een goede uitgangspositie voor de auto-industrie. In 1939 werd de concurrent Asja opgekocht en verhuisde het hoofdkantoor van Svenska Aeroplan Aktiebolaget naar Linköping. Reeds in juni 1947 zag het eerste protype het licht: de 92001 ofwel UrSaab, ontworpen door de Saab-fabriek in Linköping. De auto productie bleef in Trollhättan.
- Trollhättan - Nossebro Järnväg (TNJ) spoorlijn tussen Trollhättan en Nossebro

### Öxnered
Het gebied rond het station in Öxnered (vroeger Vänersborg Västra) werden tussen 2004 en 2006 de aanpassingen ten behoeve van de ombouw van de Vänernbanan tussen Göteborg en Oslo tot een hoge snelheidsspoorlijn afgerond. Hierbij werd de gelijkvoerse kruising van de Älvsborgsbanan en de Vänernbanan die vergelijkbaar was aan de kruising bij het Nederlandse spoorwegknooppunt Blauwkapel opgebroken. Het station werd verplaatst en heeft een positie gekregen als splitsing tussen het traject Göteborg en Vänersborg / Oslo.
Deze kruising was nodig om twee verschillende spoorbreedtes van elkaar gescheiden te houden. Het ging hierbij om de Uddevalla - Vänersborg - Herrljunga Järnväg (UWHJ) met een spoorbreedte van 1217 mm en de Bergslagernas Järnväg (BJ) met een spoorbreedte van 1435 mm.
- Uddevalla - Vänersborg - Herrljunga Järnväg (UWHJ) spoorlijn tussen Uddevalla en Vänersborg en Vara naar Herrljunga
  - Älvsborgsbanan spoorlijn tussen Uddevalla en Vänersborg naar Herrljunga en Borås

### Mellerund
- Sunnanå - Kornsjø, spoorlijn tussen Sunnanå en Kornsjø met aansluiting naar Oslo

### Kill
- Bergslagsbanan spoorlijn tussen Gävle C en Kill
- Värmlandsbanan spoorlijn tussen (Oslo) - Charlottenberg en Laxå
- Fryksdalsbanan spoorlijn tussen Torsby en Kill

## ATC
Het traject voorzien van het zogenaamde Automatische Tågkontroll (ATC).

## Elektrische tractie
Het traject werd tussen 1939 en 1946 geëlektrificeerd met een spanning van 15.000 volt 16 2/3 Hz wisselstroom.